# Plusiodonta thomae
Plusiodonta thomae là một loài bướm đêm trong họ Noctuidae.